# Spas (Sambir)
Spas (ukrainisch Спас) ist ein Dorf in der Ukraine in dem Rajon Sambir in der Oblast Lwiw mit 416 Einwohnern.
Am 12. Juni 2020 wurde der Ort ein Teil der Stadtgemeinde Staryj Sambir, bis dahin war das Dorf ein Teil der Landratsgemeinde Terschiw.

## Geografie
Durch das Dorf fließt der Bergbach Großer Duben.

## Geschichte
Das historische Gründungsdatum ist 1295, die erste urkundliche Erwähnung geht auf das Jahr 1422 zurück.
1905 wurde in der Nähe des Dorfes eine Eisenbahn angelegt, die Galizien mit Transkarpatien verband.
1921 lebten im Dorf 444 Menschen.

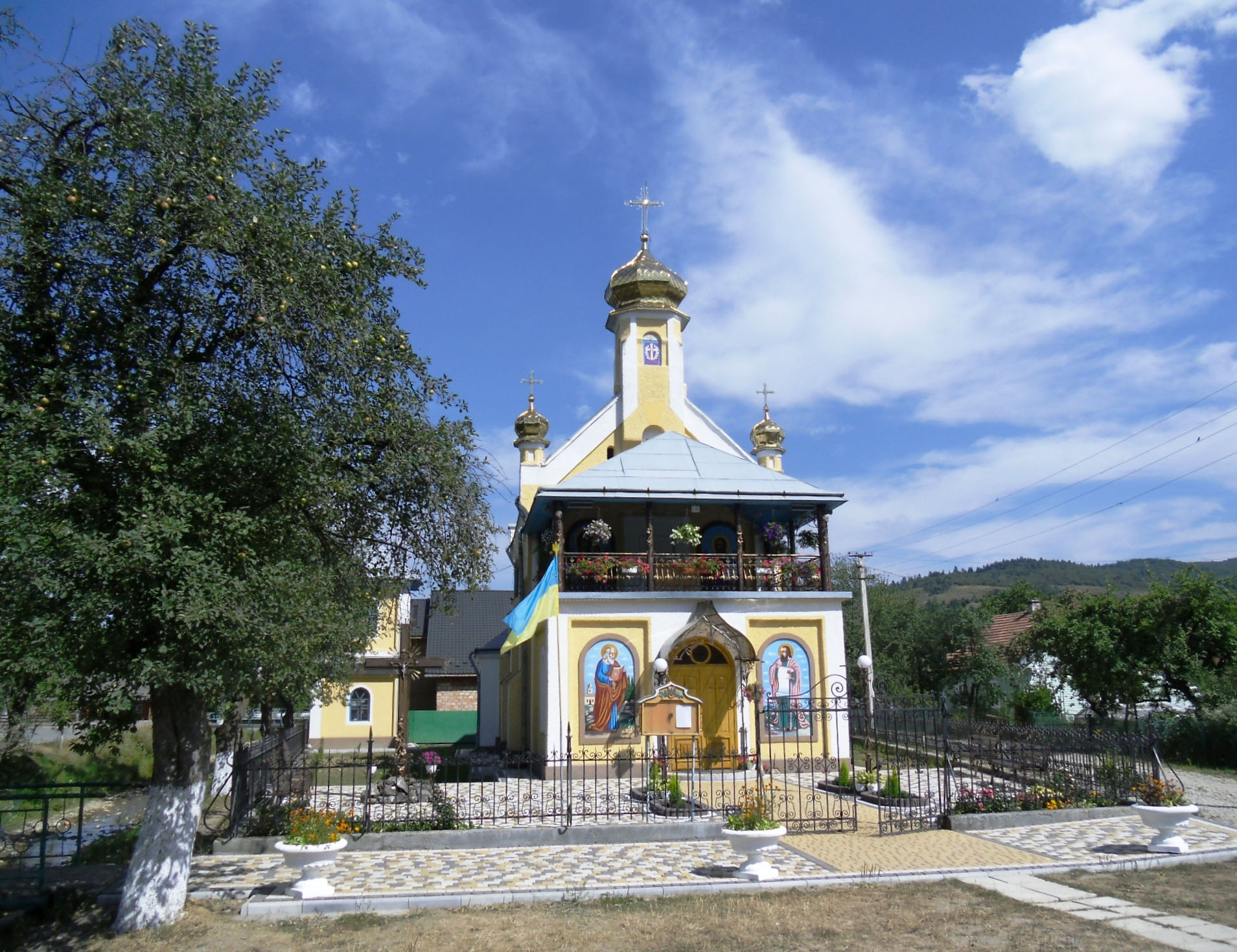
Kirche St. Peter und Paul in Spas

1990 wurde im Dorf die Kirche St. Peter und Paul gebaut, die zur Pfarrei der ukrainischen griechisch-katholischen Kirche gehört. Derzeit gibt es ein Notfallversorgungszentrum im Dorf. Die allgemeine Sekundarschule in Spas umfasst die Klassen I-II, sie ist ausgelegt für 80 Schüler. Das Dorfhaus bietet Platz für 50 Personen. Es gibt eine Bibliothek.
Am 2. September 2018 fand im Dorf Spas, das laut historischen Quellen einst die Residenz von Fürst Leo I. war, das Boykiw-Ethno-Festival „Karpatija“ statt – eine Bojkiw-Unterhaltung mit einem Programm, das die Gäste in das tägliche Leben, die Bräuche, Traditionen, die Volkskunst und das Handwerk der Bojkiw der Region Staryj Sambir sowie in die traditionellen Gerichte der Bojkiw-Küche einführte.

## Sonstiges

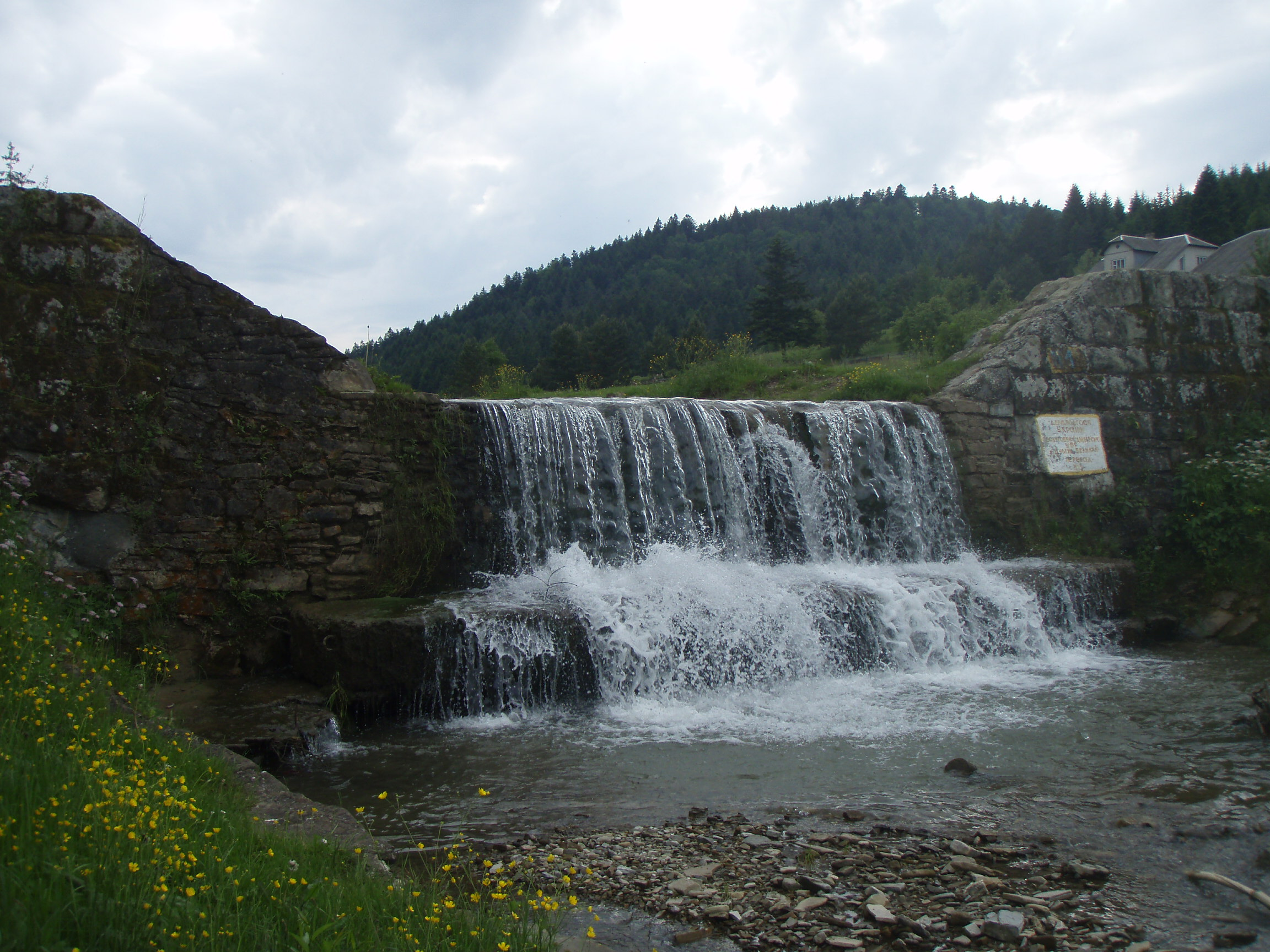
Künstlicher Staudamm-Wasserfall in Spas

- 1910 wurden die Ufer des Baches, der durch das Dorf fließt, mit Steinen gepflastert, außerdem wurden künstliche Staudamm-Wasserfälle gebaut. Dies geschah, um die Zerstörung der Ufer bei Überschwemmungen zu verhindern. Ein solcher Staudamm-Wasserfall ist bis heute im Dorf erhalten geblieben.
- Einige Kilometer südlich des Dorfes befindet sich der Spas-Stein als geologisches Naturdenkmal
- Im Nordwesten des Dorfes befindet sich ein weiteres Naturdenkmal in Form eines Felsens, auf dem das Schloss von Daniel Romanowitsch errichtet wurde.
- 1301 starb Fürst Leo I. von Galizien-Wolhynien, Sohn von König Daniel Romanowitsch, in Spas und wurde im Kloster begraben.
- Der Ort ist bekannt für seine mittelalterlichen Denkmäler. Dies sind die Überreste des Heiligen-Verklärungs-Klosters und die Siedlung Spas II.[6]

## Siedlung Spas II
Die Siedlung Spas II liegt einen Kilometer westlich vom Dorfzentrum auf dem Berg Samkowa Hora (in den Quellen aus dem 16. Jahrhundert heißt der Berg Cholodnyk) auf einer Höhe von ca. 140 m. Die Siedlung ist ovalförmig und umfasst eine Fläche von 0,3 ha. In der Geschichte des Denkmals gibt es drei Bauphasen: die altrussische (12. bis 13. Jahrhundert), die zweite vom 14. bis 15. Jahrhundert und die dritte vom 15. bis 17. Jahrhundert. Es wurden die Überreste einer Verteidigungsmauer aus der zweiten Hälfte des 15. bis 16. Jahrhunderts entdeckt, darunter befanden sich Ziegel aus der Zeit des 14. und der ersten Hälfte des 15. Jahrhunderts. In schriftlichen Quellen wird die Siedlung mit der Burg Starosambir identifiziert, die im 14. bis 16. Jahrhundert das Zentrum von Starosambir bildete.

## Persönlichkeiten
- Jan Martyniak (* 1939), Bischof und Metropolit; geboren in Spas